# Marina Regală Britanică

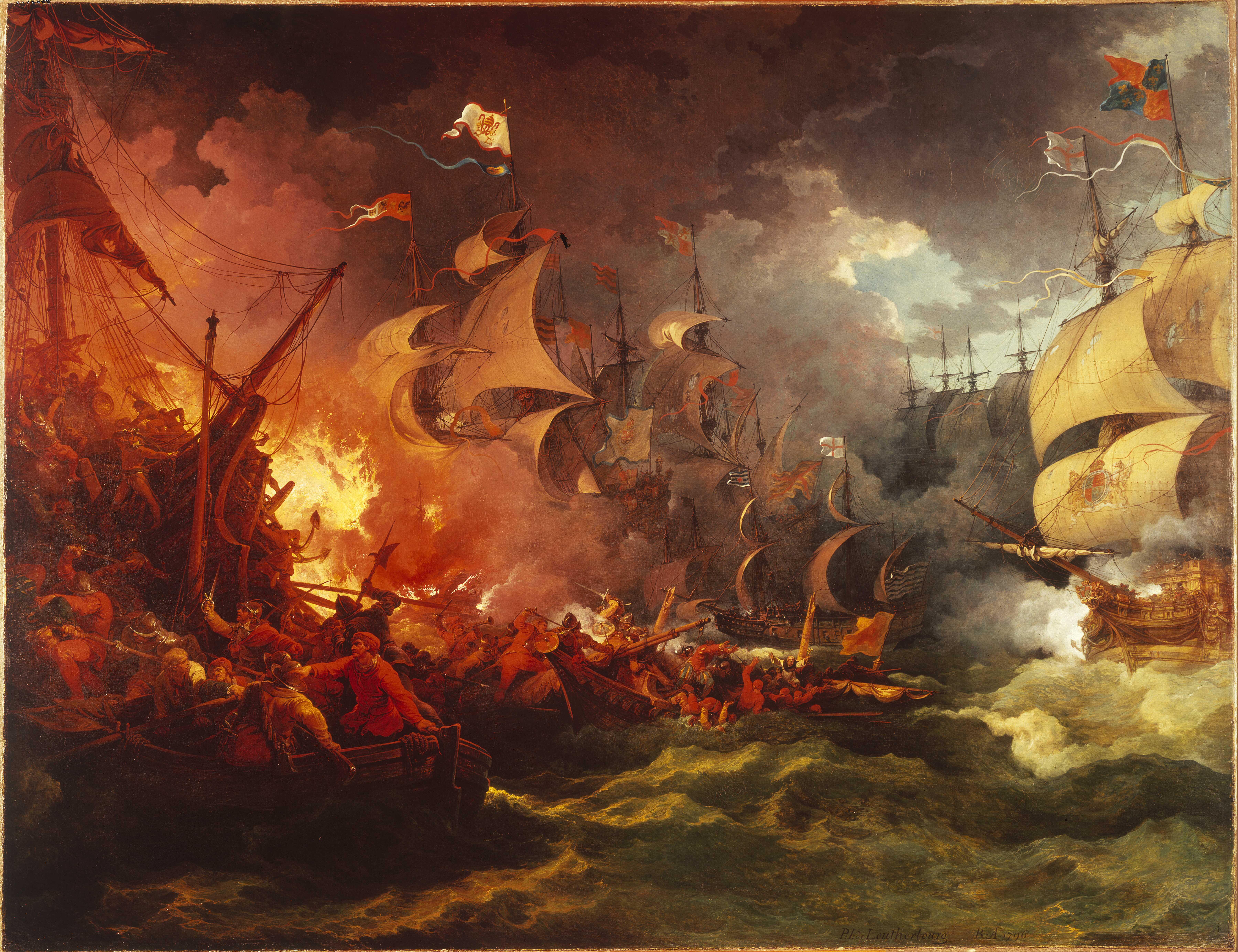
Victoria Marinei Regale contra Invincibilei Armada.

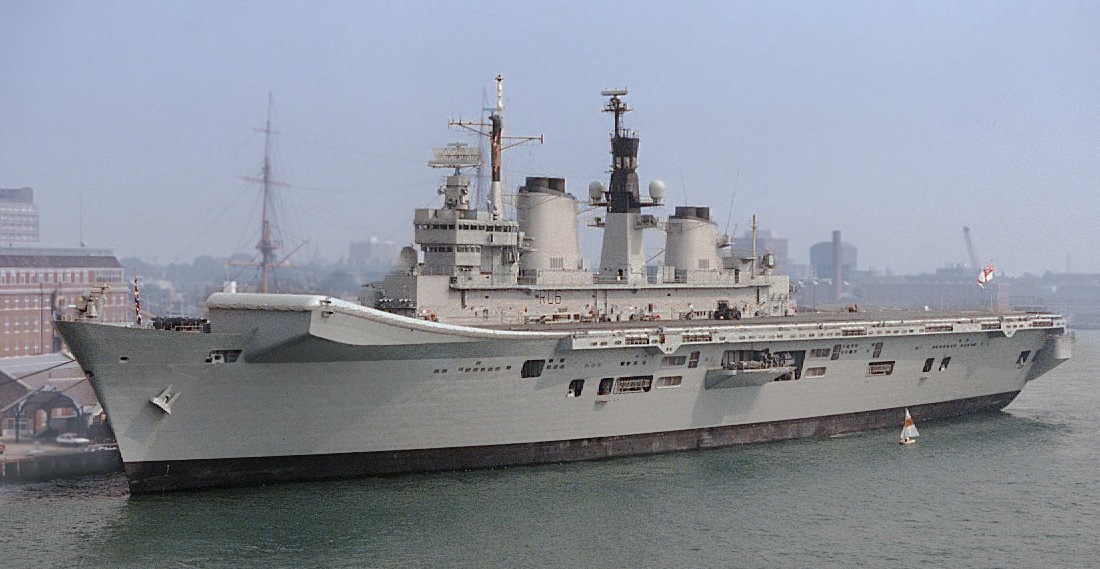
Portavionul HMS Illustrious. În prezent este folosit ca portelicopter și va fi retras din uz în 2014.

Marina Regală a Regatului Unit (în engleză Royal Navy) este cea mai veche armă a serviciilor armate britanice, fiind de aceea cunoscută și ca Senior Service. De la începutul secolului al XVIII-lea și până la mijlocul celui de-al XX-lea, Royal Navy a fost cea mai mare și mai puternică forță navală militară din lume, contribuind în mod hotărâtor la formarea și consolidarea Imperiului Britanic ca putere mondială dominantă în secolul al XIX-lea și începutul celui de-al XX-lea. În al Doilea Război Mondial, Marina Regală Britanică a avut aproape 900 de vase active. În timpul Războiului Rece, Royal Navy a fost transformată în cea mai importantă forță antisubmarin, însărcinată cu vânarea submersibelelor sovietice. După prăbușirea Uniunii Sovietice, Royal Navy și-a îndreptat atenția asupra operațiunilor globale expediționare.

## Prezentare
Royal Navy are a doua flotă ca mărime a NATO după cea a Marinei militare a SUA și dispune de 98 de vase militare (portavioane, submarine nucleare, dragoare, de patrulare, vase auxiliare etc.) și 170 de aeronave.
Marina Regală Britanică are în dotare al doilea portavion ca mărime din lume, HMS Illustrious (din clasa Invincible). Acesta este folosit în prezent drept portelicopter, avioanele Harrier fiind retrase din uz pentru a reduce cheltuielile. HMS Illustrious va fi retras din uz în anul 2014. În momentul de față se fac planuri pentru înlocuirea acestuia cu portavionul din clasa Queen Elizabeth în anul 2020.
Royal Navy este parte constitutiva a „Serviciului Naval” (Naval Service), alături de „Infanteria Marină Regală” (Royal Marines),  „Flota Auxiliară Regală” (Royal Fleet Auxiliary) și „Rezervele Infanteriei Marine Regale” (Royal Marines Reserve). Marina Regală Britanică are efective de aproximativ 37.500, din care aproape 6.000 de infanteriști marini.